# Wadotes mumai
Wadotes mumai là một loài nhện trong họ Amaurobiidae.
Loài này thuộc chi Wadotes. Wadotes mumai được miêu tả năm 1987 bởi Bennett.